# Cephalodromia bicolor
Cephalodromia bicolor är en tvåvingeart som först beskrevs av Abreu 1926.  Cephalodromia bicolor ingår i släktet Cephalodromia och familjen svävflugor.
Artens utbredningsområde är Kanarieöarna. Inga underarter finns listade i Catalogue of Life.